# Gaultier-Garguille
Gaultier-Garguille, egentligen Hugues Guéru, född 1574, död 1634, var en fransk skådespelare.
Hugues Guéru kom 1615 till teatern Hôtel de Bourgogne och hade där stor framgång som komisk skådespelare. Den typ han där framställde motsvarade närmast den italienske Pantalone. Hugues Guéru spelade också under namnet Fléchelles i tragedien.